# Coby Lubliner
Coby Lubliner (Łódź, 5 maggio 1935) è un ingegnere e scrittore polacco naturalizzato statunitense, di famiglia ebraica, superstite dell'Olocausto, autore di un libro di memorie sulla sua esperienza di bambino dell'Olocausto dapprima nel ghetto di Piotrków Trybunalski e quindi come deportato al campo di concentramento di Buchenwald e a quello di Bergen-Belsen.

## Biografia
Jacob "Coby" Lubliner nasce nel 1935 a Łódź, Polonia, in una famiglia della borghesia ebraica, una famiglia religiosa di ideali sionisti. Con lo scoppio della seconda guerra mondiale Łódź fu annessa alla Germania. Nell'aprile 1940 la famiglia riuscì a fuggire dal ghetto di Łódź per raggiungere Piotrków Trybunalski dove le condizioni di vita nel ghetto della città si presentavano migliori. Nell'ottobre 1942 però la quasi totalità della popolazione ebraica della città fu inviata alla morte nel campo di sterminio di Treblinka. La famiglia di Jacob fu tra le poche che sfuggirono alle deportazioni e furono assegnate al lavoro coatto. Nel novembre 1944 il ghetto fu definitivamente liquidato ed i suoi componenti ancora in vita, un migliaio di persone furono inviate in Germania. Per Jacob e il padre la destinazione fu il campo di concentramento di Buchenwald, la madre invece giunse al campo di concentramento di Ravensbrück.
Per Jacob la permanenza a Buchenwald durò soltanto un mese. Come parte di un gruppo di 15 bambini fu mandato al campo di concentramento di Bergen-Belsen, dove fu assegnato alla casa dei bambini dove erano stati raccolti un centinaio di bambini di età inferiore ai 14 anni, divisi in tre gruppi (da Polonia, Slovacchia e Olanda). Jacob aveva allora 9 anni, con lui era anche un bambino di due anni, Yidele Henechowicz, come lui sopravvissuto al ghetto di Piotrków Trybunalski.
Le condizioni di vita a Bergen-Belsen in questa sorta di nicchia protetta, dove erano ammesse anche ispezioni della Croce Rossa, erano molto difficili eppur migliori rispetto a quelle generali del campo dove la situazione era ora andata completamente fuori controllo e la fame e le malattie mietevano ogni giorno centinaia di vittime.
Mentre si trovava al campo Jacob venne a sapere che la madre era viva e che evacuata da Ravensbrück era ora anch'ella prigioniera a Berger-Belsen in un'altra sezione. Jacob fu anche in grado di aiutarla, facendole pervenire del cibo. Entrambi si ammaleranno di tifo, ma alla fine entrambi sopravvissero, fino e oltre la liberazione del campo il 15 aprile 1945. 
Riprese le forze, madre e figlio dal campo di concentramento si trasferirono al vicino campo profughi, dove Jacob poté per la prima volta frequentare la scuola. Nel maggio 1945 furono raggiunti dal padre, che nel frattempo era scampato ad una marcia della morte da Buchenwald.
L'intenzione della famiglia era di trasferirsi in Palestina, ma le condizioni di salute della madre, che aveva contratto tubercolosi, li fecero rimanere in Germania per 6 anni, dapprima al campo profughi dove il padre divenne il direttore della scuola e del giornale del campo e quindi nei dintorni di Amburgo.
Alla fine la famiglia decise di emigrare negli Stati Uniti nel novembre 1950. Da Brema raggiunsero New Orleans e di lì in treno per Los Angeles dove si stabilirono nel novembre 1950. Il padre insegna ebraico, mentre Jacob frequenta l'università, laureandosi in ingegneria. 
Coby Lubliner continua la carriera universitaria, divenendo professore di ingegneria alla Università della California - Berkeley.
Dopo il pensionamento nel 1994, Lubliner si dedica all'attività di scrittore pubblicando saggi e racconti, alcuni dei quali ispirati ai suoi ricordi e alla sua esperienza di bambino dell'Olocausto.

## Opere

### Ingegneria
- Plasticity Theory, Macmillan, 1990; rist. Dover, 2008.
- (con Panayiotis Papadopoulos), Introduction to Solid Mechanics, Springer, 2014.

### Letteratura
- Liberation, 2009.
- Permission, 2010.
- Imbrication, 2011.

## Filmati d'archivio
- (EN) Intervista con Jacob "Coby" Lubliner, su collections.ushmm.org.
- (EN) Filmato sulla liberazione di Bergen-Belsen dove si possono vedere immagini della casa dei bambini (24:30ss), su pbs.org.
- Children at Belsen, su collections.ushmm.org.